# London Sinfonietta

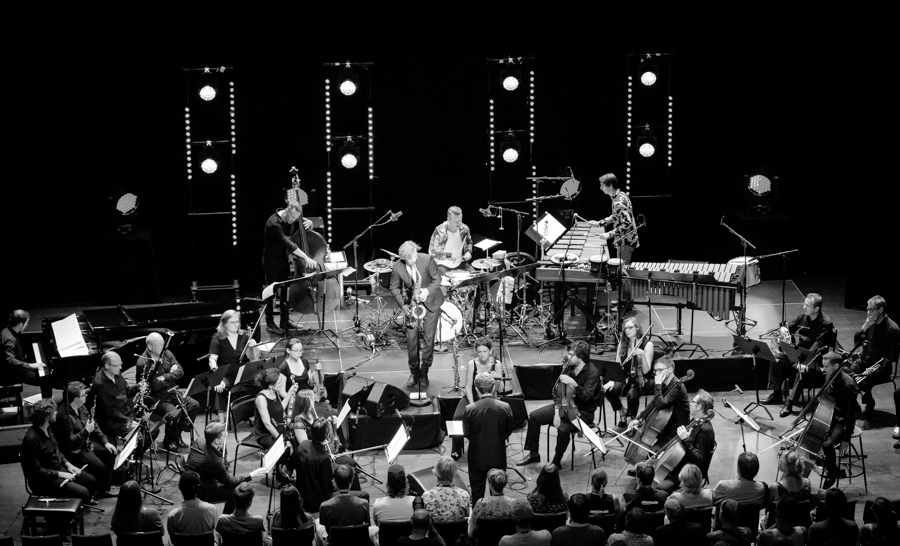
London Sinfonietta (2018)

A London Sinfonietta é uma orquestra de câmara de Londres, especializada em música erudita contemporânea. Nicholas Snowman e David Atherton foram os seu fundadores em 1968. 
A orquestra encomendou e estreou obras de compositores como Magnus Lindberg, Thomas Adès, Steve Reich ou Sir Harrison Birtwistle. Criou em 1969 The Whale de John Tavener. Interpretou Iannis Xenakis, Luciano Berio, Tansy Davies, Dai Fujikura, Jonny Greenwood, Django Bates, Kenneth Hesketh e Mark-Anthony Turnage.  

## Direção
- David Atherton (1968-1973)
- Michael Vyner (1973-1989)
- Paul Crossley (1988-1994)
- Markus Stenz (1994-1998)
- Gillian Moore (1998-2006)